# Piper velutinibaccum
Piper velutinibaccum är en pepparväxtart som beskrevs av C. Dc.. Piper velutinibaccum ingår i släktet Piper och familjen pepparväxter. Inga underarter finns listade i Catalogue of Life.